# Pojezierze Południowokrajeńskie
Pojezierze Południowokrajeńskie (314.74) – region geograficzny o krajobrazie pojeziernym położony w północno-zachodniej Polsce, w okolicy Złotowa i Więcborka, stanowiący część Pojezierza Południowopomorskiego. Przeważają tutaj obszary rolnicze z obecnością jezior rynnowych, z których największym jest Sławianowskie. Wyróżniony jako mezoregion z indeksem 314.74 w wieloautorskiej regionalizacji fizycznogeograficznej Polski z 2018 roku.

## Położenie geograficzne i administracyjne
Region zajmuje terytorium 2642 km² i z trzech stron otoczony jest wyraźnymi obniżeniami – na zachodzie Doliną Gwdy, na wschodzie Doliną Brdy, a na południu Doliną Środkowej Noteci i Kotliną Toruńską. Na północy, wzdłuż linii przebiegu rzek Debrzynki i Sępolnej, region przechodzi w Pojezierze Północnokrajeńskie. Pojezierze Południowokrajeńskie znajduje się na obszarze województwa wielkopolskiego i kujawsko-pomorskiego, a fragmentarycznie także pomorskiego. Największe miasta to: Złotów, Więcbork, Wyrzysk, Mrocza, Krajenka, Łobżenica.

## Środowisko przyrodnicze
Rzeźbę terenu tworzą głównie gliniaste połacie wysoczyzn morenowych, miejscami pojawiają się piaszczysto-żwirowe pola równin sandrowych. Występują wzniesienia moren czołowych, pagórki kemowe i wały ozowe. Wklęsłe formy terenu są reprezentowane przez rynny polodowcowe i zagłębienia wytopiskowe. W pokrywie glebowej swój udział zaznaczają przede wszystkim utwory płowe i brunatne, rzadziej rdzawe. Pod względem użytkowania ziemi region ma charakter zdecydowanie rolniczy, lasów jest niewiele.
Głównymi rzekami Pojezierza Południowokrajeńskiego są Łobżonka i Rokitka, a wśród jezior wyróżniają się: Sławianowskie (największy akwen regionu o areale 2,7 km²), Borówno, Więcborskie, Stryjewo, Zaleskie, Witosławskie, Słupowskie. W celu ochrony lokalnej przyrody utworzono Krajeński Park Krajobrazowy, funkcjonuje także kilka obszarów Natura 2000 oraz rezerwatów (m.in. Uroczysko Jary, Czarci Staw, Dęby Krajeńskie, Lutowo, Gaj Krajeński).

## Różnice w podziałach geograficznych
W regionalizacji fizycznogeograficznej Polski według Jerzego Kondrackiego, tradycyjnie rozumiane Pojezierze Krajeńskie występowało jako jednostka w randze mezoregionu o powierzchni ponad 4000 km². W wieloautorskiej regionalizacji z 2018 roku, z uwagi na różnice w stosunkach hipsometrycznych i geomorfologicznych, Pojezierze Krajeńskie zostało podzialone na dwa nowo zdefiniowane, odrębne mezoregiony – część południową i północną. Terytorium Pojezierza Północnokrajeńskiego cechują wyżej wydźwignięte wysoczyzny do poziomu 160–170 m n.p.m. koło Chojnic, mniejsze nagromadzenie sandrów i bardziej łukowate ułożenie moren czołowych. Obszar Pojezierza Południowokrajeńskiego odznacza się bardziej podłużnym układem moren czołowych, większym skupiskiem sandrów oraz niżej położonymi wysoczyznami, które na styku z doliną Noteci notują wysokość ok. 100 m n.p.m.